# Xanthophenax xanthomelas
Xanthophenax xanthomelas là một loài tò vò trong họ Ichneumonidae.